# 1918年南澳大地震
1918年南澳大地震，又名1918年汕頭大地震，發生於1918年2月13日14時07分，震央位於中华民国廣東省和福建省的沿海邊界，即南澳島東北側北緯23.5度，東經117.2度的海底，震級達到黎克特制7.25至7.75級，是華南地區有史以來最強烈的地震，與1604年泉州地震、1605年瓊山地震震級相若。震中烈度为修訂麥加利地震烈度表之Ⅹ度。地震波及廣東、福建、江西、廣西、浙江、湖南、湖北、江蘇、安徽以及香港、澳門等地，台灣、琉球群島以及菲律賓北部亦有輕微震感。
此次地震震央位處海底，進而引發局地海嘯，高度未明，但也造成嚴重人員傷亡以及船隻、建築損毀；這也是中國大陸在20世紀發生的唯一一次地震海嘯。該處海域附近亦發生1600年南澳大地震，同樣造成嚴重人員傷亡以及財物損失。

## 影響

### 中國

#### 廣東省
南澳島首當其衝。地震摧毁了南澳的舊縣城深澳。云澳出现大面积山崩。整个南澳县几乎被抹平，全县难以找到完好的建筑物，残垣断壁，伤亡极为惨重，难以估计。
南澳大地震致使汕頭市內受灾至烈，华人城镇各屋宇几至尽行倒塌，驻汕各国领事和洋商同罹巨劫，法国领事馆、荷兰领事馆倒塌，英国领事馆墙壁破裂，日本和美国领事馆也倾塌一角。市內公共设施以及民房遭到巨大破坏，海水腾涌，地裂喷水，全市几近夷为平地；位于崎碌对岸的石山山峰倒下并被削平。与此同时，汕头市区亦遭到海啸袭击，造成不少船只搁浅，以及人员伤亡。
揭陽城内将近半数的房屋倒塌，压死压伤多人。
除此之外，省內之饶平、澄海、潮州、潮阳、惠来、普宁、豐順一带亦有大量建筑物严重损毁与倒塌，伤亡惨重。
距离震央超过400公里的广州市也有不少房屋因地震受损甚至倒塌，亦有人堕楼，造成人员伤亡，茶楼的碗碟掉落一地，食客惊慌失措四处逃跑。主震后的多次余震广州亦有强烈震感，造成广州市内人心惶惶。這是广州市历史以来震感最大的地震之一。
当时的宝安县（今深圳市）房屋掉瓦，墙壁开裂，震感强烈，是當地有史以來最強的地震之一。
位于珠江口西岸的四邑地区（即新会、台山、开平、恩平一带）同样震感非常明显。地震后开平一些地方的地面出现“黑毛”。

#### 其他地區
福建閩南是本次地震中僅次於廣東潮汕的第二重災區。东山、云霄、漳浦、詔安沿海地區處於激震區中，傷亡慘重，房屋損毀無數，僅詔安一地房屋倒塌便超过三千间，惟其他縣份難見詳細記載。
厦门市内有不少的烟囱倒塌，圭屿塔塔尖倒下，老旧房屋以及不坚固房屋损毁严重。泉州市内有牌坊顶部坠落，民房受损，城墙塌方。
福州因为地处长乐—诏安断裂带北端，虽然距离震中较远，但是也震感强烈，受灾严重。福州市区有墙壁倒下；郊区的连江、长乐灾情比市区严重，地裂多数，不少房屋损毁，海边的建筑物甚至出现沉降。
蘇州雖然距離震央較遠，但也出現強烈震感和一定的災情。孫吴在苏州城北报恩寺寺前建造的九级塔刹，地震时塔尖倒下半截。部分城牆出現損毀坍塌，城內亦有民居受損。這是蘇州史上最為強烈的地震之一。
南京明孝陵的一座石象被地震倾倒。
浙江省普遍震感明顯，温州以及绍兴有房屋和墙壁损毁。
江西南部的贛州有一處吊橋倒塌，造成1人死亡多人受傷。
这个地震也引发了中国20世纪唯一的一次地震海啸。

### 英屬香港
這次地震也是香港割讓以來唯一一次造成明顯破壞的地震。據香港天文台的估算，這次地震使香港錄得烈度為Ⅶ級的震感。由於香港天文台要到1921年才開始利用長週期地震儀去偵測遠距離的地震，這次地震的影響只能從週邊環境的破壞而估算。
當時時值農曆新年，據記載地震發生時「正在慶賀新年的香港居民，見公共建築物、電話線搖動，多奔入街中。」香港不少建築物出現裂縫，例如香港大學的一些建築，就因此而需要拆卸。當時香港的報章《士蔑報》亦記載地震令當時整個中環陷入一片恐慌之中。震動持續約半分鐘，整個香港島及九龍均感受到震動。
據天文台資料，當天油麻地有一位女孩，在人群驚惶地衝出街道時受傷，最終傷重不治；亦有人從碌架床跌下而足部受傷。除了人命傷亡，香港亦有多座建築物因接連兩日的地震受損，當中以中西區受損最為嚴重，例如史丹頓街 21 號、奧卑利街 17 號、伊利近街 15 及 17 號和荷利活道 25 號，皆出現明顯裂痕，牆壁處於危險狀態。香港會亦出現裂縫，灰泥落下，原本位於羅便臣道的聖若瑟書院亦有嚴重損毀，需要搬遷校舍到堅尼地道現址。多座政府建築同時遭殃，中區警署牆身出現裂痕，連天文台總部上層的房間牆壁同樣出現數道裂痕。

### 日治台灣
此次地震中台灣亦有明顯震感，澎湖、臺南、台中、臺北、恆春和臺東均有錄得明顯震感。根據美國地質勘探局的推定，澎湖、嘉南平原、高雄、彰化一帶最大烈度可達修訂麥加利地震烈度表之V～VI度，相當於台灣的震度3～4級；桃竹苗、中投、屏東、花東一帶烈度為V度，相當於台灣的震度3級；北北基、宜蘭、綠島及蘭嶼烈度為IV～V度，相當於台灣的震度2～3級。但未見上述地方有詳細災情記載。

## 外部連結
- 廣東歷史地震
- 南澳島地震（页面存档备份，存于）
- .   [2005-10-07]. （原始内容存档于2005-03-05）.
- 加拿大雲哥嘩（今溫哥華）《大漢公報》1918年2月18日第二版報導 （页面存档备份，存于）